# 엔리코 레타
엔리코 레타(Enrico Letta)는 이탈리아의 정치인이다. 2013년 4월, 원내 제1당인 민주당의 대표 피에르 루이지 베르사니가 사임하자 조르조 나폴리타노 이탈리아 대통령이 당시 민주당 부대표였던 엔리코를 새 총리로 지명했다. 민주당과 자유국민당, 중도연합이 뭉친 연립정부를 구성하고 4월 28일 이탈리아의 총리직에 취임하였다.